# 그레이트디바이딩산맥

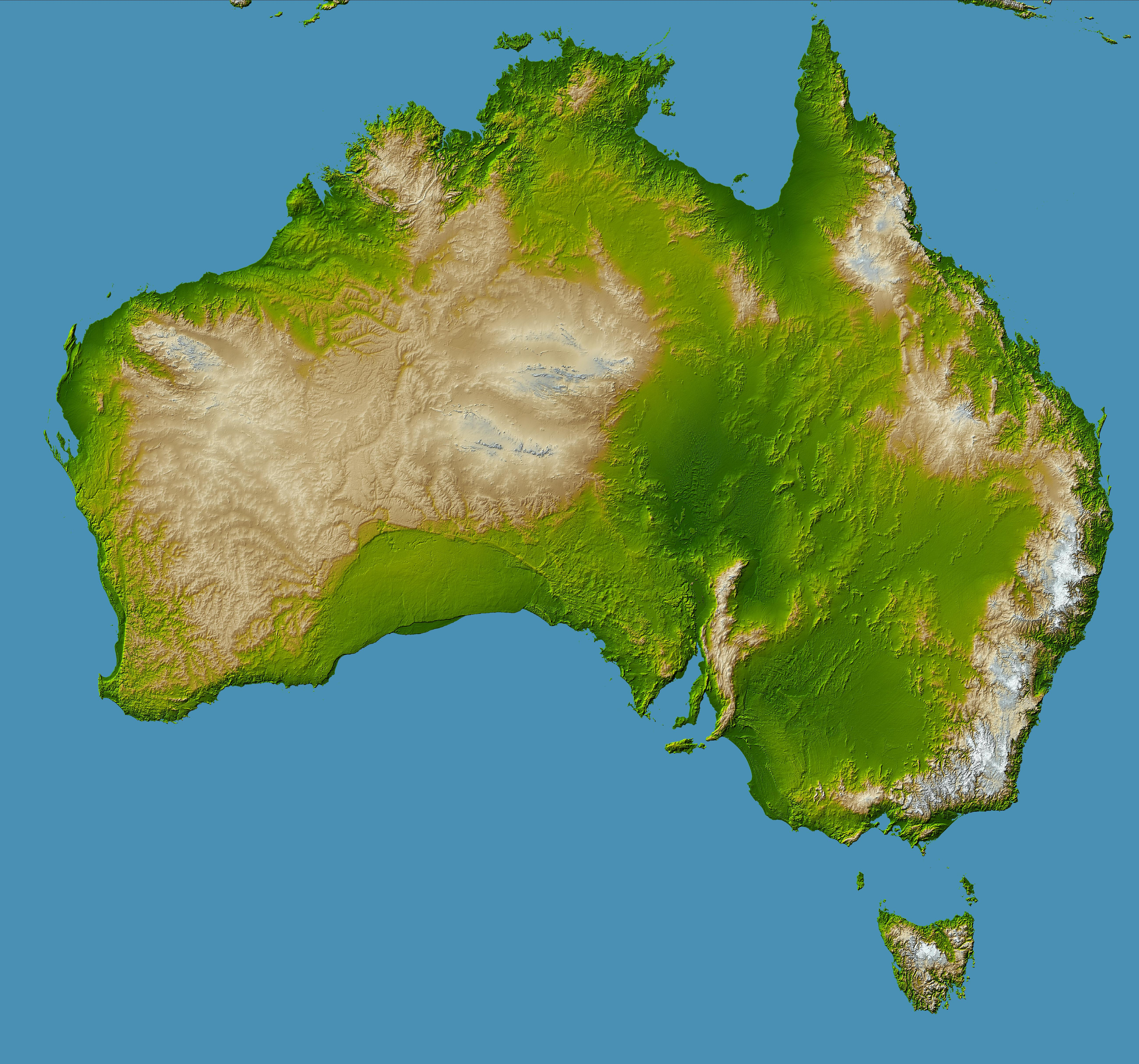
오스트레일리아의 지형도. 동쪽 대부분을 차지하는 산맥이 그레이트디바이딩산맥이다

그레이트디바이딩산맥(영어: Great Dividing Range)은 오스트레일리아 동부의 산맥으로 안데스산맥과 로키산맥에 이어 육상의 산맥으로는 세계에서 세 번째로 긴 산맥이다. 퀸즐랜드주의 북쪽 끝에서 시작해서 오스트레일리아의 동해안을 따라 뉴사우스웨일스주와 빅토리아주까지 뻗으며, 서쪽으로 방향을 바꿔 빅토리아 주 중부의 그램피언스 국립공원의 평원까지 다다른다. 길이 3,500km이며, 폭은 악 160km에서 300km이다.

## 같이 보기
- 그레이트디바이딩산맥